# (14836) Maxfrisch
(14836) Maxfrisch est un astéroïde de la ceinture principale.

## Description
(14836) Maxfrisch est un astéroïde de la ceinture principale. Il fut découvert le 14 février 1988 à Tautenburg par Freimut Börngen. Il présente une orbite caractérisée par un demi-grand axe de 3,18 UA, une excentricité de 0,11 et une inclinaison de 15,3° par rapport à l'écliptique.

## Compléments